# Нафтовий промисел

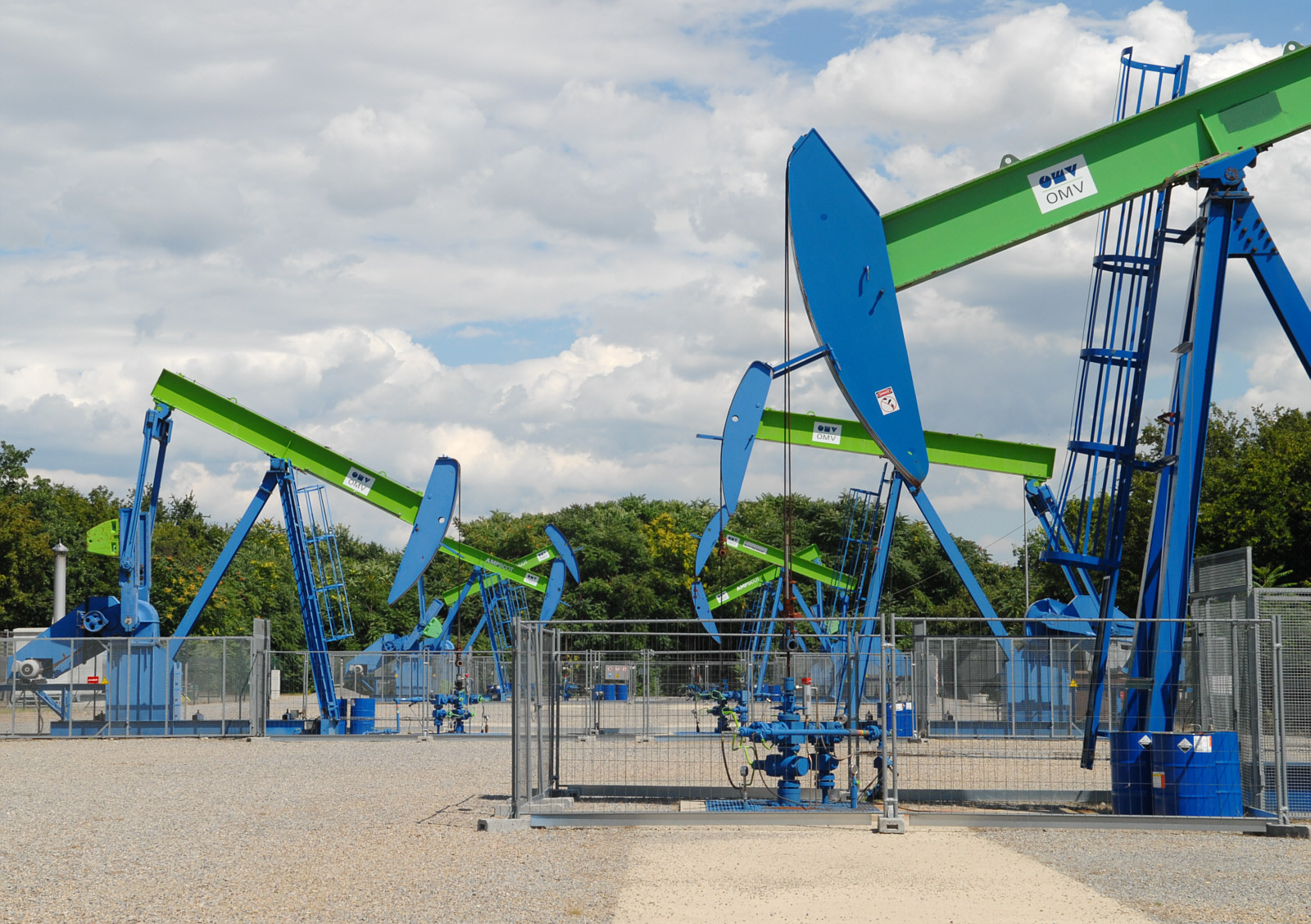
Нафтовий промисел

Нафтовий промисел, нафтопромисел (рос. нефтяной промысел (нефтепромысел), англ. oil field; нім. Erdölfeld n, Erdölförderfeld n, Naphthagrube f) — технологічний комплекс, призначений для видобутку і збору нафти на родовищі, а також обробки продукції (нафти, нафтового газу, пластової води) з метою підготовки її до подальшого транспортування споживачам.
Див. Газовий промисел

## Загальний опис
Споруди та комунікації Н.п. підрозділяються на основні (експлуатаційні, нагнітальні і контрольні свердловини, трубопроводи, насосні і газокомпресорні станції, установка підготовки нафти і води, резервуарні парки та інші) і допоміжні (об'єкти енерго- і водопостачання, каналізації і зв'язку, механічні майстерні, транспортна мережа та ін.).
Сучасні Н.п. характеризуються високим рівнем автоматизації і телемеханізації, що дозволяє здійснювати контроль і управління режимами експлуатації нафт. свердловин, систем збору і підготовки нафти, газокомпресорними, нафто- і водонасосними станціями.
В кінці XX століття близько 85-90% нафти добувалося на комплексно-автоматизованих промислах.
Нафтові промисли мають складне й різноманітне господарство. Споруди й комунікації, що входять до їх складу, можна умовно розділити на основні та допоміжні.
До основних споруд відносять експлуатаційні свердловини з їх обладнанням, нафто- і газозбірні мережі з установками зі збору нафти і газу, резервуарні парки, компресорні станції, нафтоперекачувальні станції, газорозподільні вузли, установки зі зневоднення, знесолення та стабілізації нафти, газобензинові заводи.
До допоміжних споруд належить система електроживлення, водопровідні мережі з водоносними станціями, а також механічні й електроремонтні майстерні тощо.
Конфігурація та потужність промислових споруд на промислах різні й залежать від геолого-експлуатаційної характеристики 
родовища.

## Окремі технологічні системи на промислі

### Нафтовидобування
Нафтовидобування — технологічний процес видобування нафти і супутних нафтових газів із земних надр, збирання цих продуктів і попереднє очищення їх від води та твердих домішок.
Виділяють три методи нафтовидобутку, залежно від тисків у нафтоносному пласті і способів його підтримки.
Первинний метод — нафта надходить з пласта під дією природних сил, що підтримують високий тиск в пласті, наприклад, заміщення нафти підземними водами, розширення газів, розчинених у нафті, та інші.
Вторинний метод — в пласт підводять зовнішню енергію у вигляді закачуваної рідини (прісної води), природного або попутного газу.
Третинний метод — збільшують рухливість нафти для збільшення нафтовіддачі.
Четвертинний метод — новітні методи інтенсифікації видобутку флюїду.

### Системи збору нафти на промислах
Див. Системи збору і підготовки нафти
Відомі такі системи промислового збору: самопливна двотрубна, високонапірна однотрубна і напірна.
- При самопливній двотрубній системі збору (рис.) продукція свердловин спочатку розділяється при тиску 0,6 МПа. Газ, що виділяється при цьому, під власним тиском транспортується до компресорної станції або відразу на газопереробний завод (ГПЗ), якщо він розташований поблизу. Рідка фаза направляється на другу сходинку сепарації.

Нафта з водою самопливом (за рахунок різниці нівелірних висот) надходить в резервуари дільничного збірного пункту, звідки подається насосом в резервуари центрального збірного пункту (ЦЗП).
За рахунок самопливного руху рідини зменшуються витрати електроенергії на її транспортування. Однак дана система збору має ряд істотних недоліків:
- при збільшенні дебіту свердловин або в'язкості рідини система вимагає реконструкції;
- для запобігання утворення газових скупчень в трубопроводах потрібно глибока дегазація нафти;
- через низькі швидкості руху можливо запарафіновування трубопроводів, що приводить до зниження їхньої пропускної здатності;
- через негерметичність резервуарів і труднощів з використанням газів 2-го ступеня сепарації втрати вуглеводнів при даній системі збору досягають 2 … 3% від загального видобутку нафти.

З цих причин самопливна двотрубна система збору в даний час існує тільки на старих промислах.
- Високонапірна однотрубна система збору (рис.) забезпечує спільний транспорт продукції свердловин на відстань у кілька десятків кілометрів за рахунок високих (до 6 … 7 МПа) гирлових тисків.

Застосування високонапірної однотрубної системи дозволяє відмовитися від спорудження дільничних збірних пунктів і перенести операції по сепарації нафти на центральні збірні пункти. Завдяки цьому досягається максимальна концентрація технологічного обладнання, укрупнення і централізація збірних пунктів, скорочується металоємність нафтогазозбірної мережі, виключається необхідність будівництва насосних і компресорних станцій на території промислу, забезпечується можливість утилізації попутного нафтового газу з самого початку розробки родовищ.
Недоліком системи є те, що через високий вміст газу в суміші (до 90% за обсягом) в нафтогазозбірному трубопроводі мають місце значні пульсації тиску і витрати рідини та газу. Це порушує стійкість трубопроводів, викликає їх руйнування внаслідок великої кількості циклів навантаження і розвантаження металу труб, негативно впливає на роботу сепараторів і контрольно-вимірювальної апаратури.
Високонапірна однотрубна система збору може бути застосована тільки на родовищах з високими пластовими тисками.
- Напірна система збору (рис.) передбачає однотрубний транспорт нафти і газу на дільничні сепараційні установки, розташовані на відстані до 7 км від свердловин, і транспорт газонасичених нафт в однофазному стані до ЦЗП на відстань 100 км і більше. Продукція свердловин подається спочатку на майданчик дотискної насосної станції (ДНС), де при тиску 0,6 … 0,8 МПа в сепараторах 1-го ступеня відбувається відділення частини газу, що транспортується потім на ГПЗ безкомпресорним способом. Потім нафту з рештою розчиненого газу відцентровими насосами перекачують на майданчик центрального пункту збору, де в сепараторах 2-го ступеня відбувається остаточне відділення газу. Газ після підготовки компресорами подається на ГПЗ, а дегазована нафта самопливом (висота установки сепараторів 2-го ступеня 10 … 12 м) в сировинні резервуари.

Застосування напірної системи збору дозволяє:
• сконцентрувати на ЦЗП обладнання з підготовки нафти, газу і води для групи промислів, розташованих в радіусі 100 км;
• застосовувати для цих цілей більш високопродуктивне обладнання, зменшивши металовитрати, капітальні вкладення та експлуатаційні витрати;
• знизити капіталовкладення і металоємність системи збору, завдяки відмові від будівництва на території промислу компресорних станцій і газопроводів для транспортування нафтового газу низького тиску;
• збільшити пропускну здатність нафтопроводів і зменшити витрати потужності на перекачування внаслідок зменшення в'язкості нафти, що містить розчинений газ.
Недоліком напірної системи збору є великі експлуатаційні витрати на спільне транспортування нафти і води з родовищ до ЦЗП і, відповідно, велика витрата енергії і труб на спорудження системи зворотного транспортування очищеної пластової води до родовищ для використання її в системі підтримки пластового тиску.
- В даний час в розвинених нафтовидобувних регіонах застосовують модернізовані системи збору, позбавлені зазначених недоліків.

Система відрізняється від традиційної напірної тим, що ще перед сепаратором першого ступеня в потік вводять реагент деемульгатор, що руйнує водонафтової емульсії. Це дозволяє відокремити основну кількість води від продукції свердловин на ДНС.

### Промислова підготовка нафти
Див. також Переробка нафти, Промислова підготовка нафти
З нафтових свердловин в загальному випадку видобувається складна суміш, що складається з нафти, попутного нафтового газу, води і механічних домішок (піску, окалини і інш.). У такому вигляді транспортувати продукцію нафтових свердловин магістральними нафтопроводами не можна.
По-перше, вода — це баласт, перекачування якого не приносить прибутку.
По-друге, при спільному транспортуванні нафти, газу та води мають місце значно більші втрати тиску на подолання сил тертя, ніж при перекачуванні однієї нафти.
По-третє, мінералізована пластова вода викликає прискорену корозію трубопроводів і резервуарів, а частинки механічних домішок — абразивний знос устаткування.
Метою промислової підготовки нафти є її дегазація, зневоднення, знесолення і стабілізація нафти.